# Futeau
Futeau település Franciaországban, Meuse megyében. Lakosainak száma 139 fő (2022. január 1.). Futeau Châtrices, Sainte-Menehould, Beaulieu-en-Argonne, Clermont-en-Argonne és Les Islettes községekkel határos.

## Népesség
A település népességének változása:
| Lakosok száma | 198  | 160  | 173  | 152  | 164  | 165  | 161  | 149  | 145  | 139  |
|               | 1968 | 1982 | 1990 | 2006 | 2013 | 2015 | 2017 | 2019 | 2020 | 2022 |